# Kim Ye-lim
Kim Ye-lim (김예림?, Gim Ye-rimLR; Gwacheon, 23 gennaio 2003) è una pattinatrice artistica su ghiaccio sudcoreana. Ha vinto una medaglia d'argento (2023) e una di bronzo (2022) al Campionato dei Quattro continenti.

## Palmarès
GP: Grand Prix; CS: Challenger Series; JGP: Junior Grand Prix
| Internazionali | Internazionali | Internazionali | Internazionali | Internazionali | Internazionali | Internazionali | Internazionali | Internazionali | Internazionali | Internazionali | Internazionali |
| Evento | 2014–15        | 2015–16        | 2016–17        | 2017–18        | 2018–19        | 2019–20        | 2020–21        | 2021–22        | 2022–23        | 2023–24        | 2024-25        |
| --- | -------------- | -------------- | -------------- | -------------- | -------------- | -------------- | -------------- | -------------- | -------------- | -------------- | -------------- |
| Giochi olimpici invernali |                |                |                |                |                |                |                | 8°             |                |                |                |
| Campionati mondiali |                |                |                |                |                | C              | 11°            | R              | 18°            |                |                |
| Campionati dei Quattro continenti |                |                |                |                | 8°             | 6°             |                | 3°             | 2°             |                |                |
| GP Finale |                |                |                |                |                |                |                |                | 6°             |                |                |
| GP Cup of China |                |                |                |                |                |                |                | C              |                | 6°             |                |
| GP Trophée Eric Bompard |                |                |                |                |                |                |                |                | 2°             |                |                |
| GP d'Italia |                |                |                |                |                |                |                | 6°             |                |                |                |
| GP NHK Trophy |                |                |                |                |                |                |                |                | 1°             | 7°             | 12°            |
| GP Skate America |                |                |                |                |                |                |                | 8°             |                |                |                |
| GP Skate Canada |                |                |                |                |                | 7°             |                |                |                |                | 12°            |
| CS Finlandia Trophy |                |                |                |                |                |                |                |                | 1°             | 1°             |                |
| CS Lombardia Trophy |                |                |                |                |                | 4°             |                |                |                |                |                |
| CS Nebelhorn Trophy |                |                |                |                |                | 2°             |                |                |                |                |                |
| CS U.S. Classic |                |                |                |                | 3°             |                |                |                | 1°             |                |                |
| Universiadi |                |                |                |                |                |                |                |                | 3°             |                |                |
| Internazionali: Junior |                |                |                |                |                |                |                |                |                |                |                |
| Campionati mondiali |                |                | R              |                |                |                |                |                |                |                |                |
| JGP Finale |                |                |                |                | 6°             |                |                |                |                |                |                |
| JGP Bielorussia |                |                |                | 4°             |                |                |                |                |                |                |                |
| JGP Repubblica Ceca |                |                |                |                | 2°             |                |                |                |                |                |                |
| JGP Francia |                |                | 4°             |                |                |                |                |                |                |                |                |
| JGP Italia |                |                |                | 6°             |                |                |                |                |                |                |                |
| JGP Giappone |                |                | 5°             |                |                |                |                |                |                |                |                |
| JGP Lituania |                |                |                |                | 2°             |                |                |                |                |                |                |
| Asian Open |                |                | 2nd            | 3rd            |                |                |                |                |                |                |                |
| International: Novice |                |                |                |                |                |                |                |                |                |                |                |
| Asian Trophy |                | 1°             |                |                |                |                |                |                |                |                |                |
| FBMA Trophy |                | 1°             |                |                |                |                |                |                |                |                |                |
| NRW Trophy |                | 4°             |                |                |                |                |                |                |                |                |                |
| Nazionali |                |                |                |                |                |                |                |                |                |                |                |
| Campionati sudcoreani | 4°             | 4°             | 2°             | 6°             | 5°             | 3°             | 1°             | 2°             | 2°             | R              |                |
| Eventi a squadre |                |                |                |                |                |                |                |                |                |                |                |
| World Team Trophy |                |                |                |                |                |                |                |                | 2° S 4° P      |                |                |
| R = Ritirata; C = Evento cancellato S = Risultato della squadra; P = Risultato personale. Medaglie assegnate solo per il risultato della squadra. |                |                |                |                |                |                |                |                |                |                |                |